# رشيد العميري
رشيد سالم أحمد العميري (1950 -) - وزير النفط الكويتي السابق (1990 - 1991).

## السيرة الشخصية
ولد بالحي الشرقي من مدينة الكويت عام 1950، حاصل على بكالوريوس من جامعة وسكونسن الأمريكية في مجال الهندسة الكيميائية 1973، وبعد التخرج من الجامعة عمل مهندساً في شركة نفط الكويت عامي (1973 – 1974)، كما عمل معيداً في جامعة الكويت (1974 – 1979)، كما حصل على شهادة الدكتوراة من جامعة بنسلفانيا في الهندسة الكيميائية 1979، وقبلها حصل على ماجستير في الهندسة الكيميائية من جامعة بنسلفانيا 1976.

## حياته المهنية
- رئيس مجلس إدارة اويل انترناشيونال مُنذ 1991 حتى الآن.
- براءة اختراع في مجال تكنولوجيا البترول مسجلة في الولايات المتحدة وأوروبا.
- له أربعة وعشرون بحثاً منشورة في مجلات عالمية.
- له خمسة أبحاث قدمت في مؤتمرات علمية.
- عضو المجلس الأعلى للبترول 1987 – 1990.
- رئيس قسم الهندسة الكيميائية في جامعة الكويت 1983 – 1985.
- وزير النفط في دولة الكويت عام 1992.